# Carex davidii
Carex davidii är en halvgräsart som beskrevs av Adrien René Franchet. Carex davidii ingår i släktet starrar, och familjen halvgräs. Inga underarter finns listade i Catalogue of Life.